# Virslīga 1928
Osmý ročník Virslīga (Lotyšská fotbalové liga) se hrála za účastí pěti klubů.
Titul získal podruhé ve své klubové historii, obhájce minulého ročníku Olimpija Liepāja.